# The Common Linnets
A The Common Linnets egy holland együttes, akik Hollandiát képviselték a 2014-es Eurovíziós Dalfesztiválon, a dán fővárosban, Koppenhágában és versenydalukkal, a Calm After the Stormmal a második helyen végeztek.

## Zenei karrier
Az együttest az Ilse DeLange és Waylon duója alkotja. A formációt eredetileg egy a De Grolsch Veste stadionban tartandó nagykoncert és az Eurovíziós Dalfesztivál erejére alkották meg.
Az Avrotros köztelevízió belső zsűrije 2013. november 25-én jelentette be egy hivatalos sajtókonferencián, hogy ők képviselik Hollandiát a nemzetközi versenyen. A versenydalukat 2014. március 12-én mutatták be.
A két előadó már két évtizeddel a formáció megalakulása előtt ismerte egymást.
A dalfesztivál után megjelent az együttes első albuma The Common Linnets címmel, ami 13 country stílusú dalt tartalmaz. Ez tartalmazza a Calm After the Storm című dal hosszabb verzióját is. Az Eurovíziós Dalfesztivál döntőjében a második helyen végeztek 238 ponttal, megszerezve 8 országtól, köztük Magyarországtól is a maximális 12 pontot.
A verseny utáni nyáron Waylon elhagyta az együttest, ahogy azt a megalakulásukkor is kifejtette. Viszont Ilse és JB Meijers illetve Jake Etheridge tovább folytatja ezt a projektet.

## Diszkográfia

### Albums
| Cím                | Adatok                                                                                               | Helyezés | Helyezés | Helyezés | Helyezés | Helyezés | Helyezés | Helyezés | Helyezés | Helyezés | Helyezés | Minősítések                                        |
| Cím                | Adatok                                                                                               | [ 2 ]    | [ 3 ]    | [ 4 ]    | [ 5 ]    | [ 6 ]    | [ 7 ]    | [ 8 ]    | [ 9 ]    | [ 10 ]   | [ 11 ]   | Minősítések                                        |
| ------------------ | --- | -------- | -------- | -------- | -------- | -------- | -------- | -------- | -------- | -------- | -------- | -------------------------------------------------- |
| The Common Linnets | - Megjelenés: 2014. május 9. - Kiadó: Firefly / Universal Music Group - Formátum: digitális letöltés | 1        | 3        | 12       | 12       | 11       | 45       | 39       | 42       | 16       | 40       | - Hollandia: háromszoros platina - Ausztria: arany |
| II                 | - Megjelenés: 2015. szeptember 25. - Kiadó: - Formátum: digitális letöltés                           |          |          |          |          |          |          |          |          |          |          |                                                    |

### Kislemezek
| Év   | Dal                  | Slágerlistás helyezés | Album              |
| ---- | -------------------- | --------------------- | ------------------ |
| 2014 | Calm After the Storm | 1                     | The Common Linnets |
| 2014 | Give Me a Reason     | 92                    | The Common Linnets |

A Calm After the Storm megjelent a 2014-es Eurovíziós Dalfesztivál válogatás lemezén is.